# Velia (stolica tytularna)
Velia (łac. Dioecesis Veliensis) – stolica historycznej diecezji w Italii, istniejącej w pierwszych wiekach. 
Współczesne miasto Velia w prowincji Salerno we Włoszech. Obecnie katolickie biskupstwo tytularne ustanowione w 1966 przez papieża Pawła VI.

## Biskupi tytularni
| Lp. | Biskup           | Funkcja                                      | Od              | Do               |
| --- | ---------------- | -------------------------------------------- | --------------- | ---------------- |
| 1   | Pietro Santoro   | biskup pomocniczy Campobasso-Boiano (Włochy) | 25 lipca 1967   | 12 czerwca 1970  |
| 2   | Daniele Ferrari  | biskup pomocniczy Gaety (Włochy)             | 7 września 1970 | 22 lutego 1973   |
| 3   | Antonio Mazza    | urzędnik Kurii Rzymskiej                     | 8 czerwca 1973  | 11 września 1976 |
| 4   | Andrea Veggio    | biskup pomocniczy Werony (Włochy)            | 1 sierpnia 1983 | 6 czerwca 2020   |
| 5   | Krzysztof Nykiel | urzędnik Kurii Rzymskiej                     | 1 maja 2024     |                  |